# Live (альбом 311)
Live — концертный альбом американской группы альтернативного рока 311, вышедший 3 ноября 1998 года.

## Об альбоме
Диск записан 17 сентября 1997 года в UNO Lakefront Arena (Новый Орлеан, Луизиана).

## Список композиций
| №                   | Название                | Длительность |
| ------------------- | ----------------------- | ------------ |
| 1.                  | «Down»                  | 3:14         |
| 2.                  | «Homebrew»              | 3:28         |
| 3.                  | «Beautiful Disaster»    | 4:04         |
| 4.                  | «Misdirected Hostility» | 3:18         |
| 5.                  | «Freak Out»             | 3:49         |
| 6.                  | «Nix Hex»               | 5:03         |
| 7.                  | «Applied Science»       | 5:21         |
| 8.                  | «Omaha Stylee»          | 3:45         |
| 9.                  | «Tribute»               | 4:33         |
| 10.                 | «Galaxy»                | 2:58         |
| 11.                 | «Light Years»           | 2:51         |
| 12.                 | «Hydroponic»            | 5:17         |
| 13.                 | «Who's Got the Herb?»   | 3:56         |
| 14.                 | «Feels So Good»         | 4:22         |
| Общая длительность: | Общая длительность:     | 56:03        |

## Чарты
| Год  | Чарт          | Позиция |
| ---- | ------------- | ------- |
| 1998 | Billboard 200 | 77      |

## Участники записи
- Ник Гексум — вокал, ритм-гитара
- Дуглас «S.A.» Мартинес — вокал, тёрнтейбл
- Тим Махоуни — соло-гитара
- Аарон «P-Nut» Уиллс — бас-гитара
- Чед Секстон — ударные, перкуссия

Приглашённые музыканты
- Дэвид Байерс — вокал
- Эрл Хадсон — вокал
- Пол Хадсон — вокал